# オロドゥン

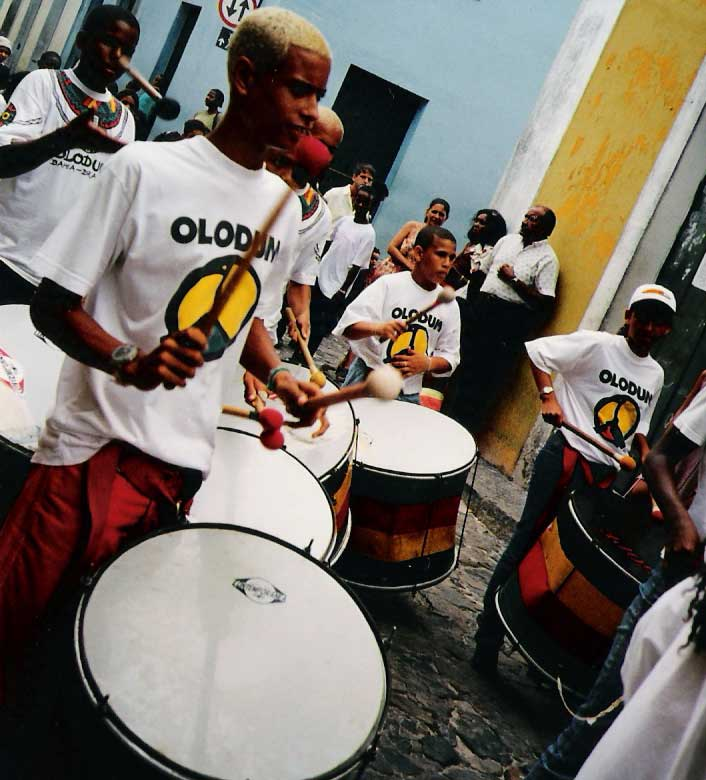
オロドゥンメンバーのパフォーマンス

オロドゥン（Olodum）とはブラジルのバイーア州にある国際的認知を得ているアフリカ系ブラジル人の文化団体である。

## 概要
主にカーニバル中心に活躍し、音楽、舞踊、演劇そして芸術を通して、アフリカの文化、伝統等を受け継ぎ伝えるものとして1979年に発足された。特にサルヴァドール・ダ・バイーア（ブラジル北東部の主要都市）で発達したと言われている。オロヅオンはキューバやプエルトリコなどのラテン文化の影響を受けていると指摘されている。 音楽は特にサンバやパーカッションを中心としたものが多い。また海外でも広まり、ポール・サイモンを筆頭にマイケル・ジャクソン、スパイク・リー等も活動に参加している。日本ではジャズの渡辺貞夫によって、その存在が一部で知られるようになったという見方もある。
白いTシャツにOLODUMのロゴ、シンボルマークなどのシャツが着用される場合もある。マイケル・ジャクソンの『They Don't Care About Us』のブラジル版のPVで、このシャツが着用されていたことで注目を浴びた。

## ディスコグラフィ
- Warner 30 Anos Olodum (CD - 2008)
- Nova Serie Olodum (CD - 2008)
- 20 Anos Olodum (CD - 2004)
- A Musica Do Olodum: 20 Anos Olodum (CD - 2000)
- Banda Reggae Olodum Olodum (CD - 1997)
- Cartao Postal Olodum (CD - 1995)
- Best of Olodum (CD - 1992)